# Département Somme
Das Département de la Somme [ˈsɔm] ist das französische Département mit der Ordnungsnummer 80. Es liegt im Norden des Landes in der Region Hauts-de-France und ist nach dem Fluss Somme benannt.

## Geographie
Das Département Somme grenzt im Norden an die Départements Pas-de-Calais und Nord, im Osten an das Département Aisne, im Süden an das Département Oise und im Westen an das Département Seine-Maritime sowie an den Ärmelkanal.
Der Fluss Somme fließt durch das Département und mündet in der Somme-Bucht hinter Abbeville in die Nordsee.
Die höchsten Bauwerke im Département sind die beiden Sendemasten Limeux 1 und Limeux 2.

## Geschichte
Das Département wurde am 4. März 1790 aus Teilen der Provinz Picardie gebildet.
Von 1960 bis 2015 gehörte es zur Region Picardie, die 2016 in der Region Hauts-de-France aufging.

## Wappen
Beschreibung: Geviert in Blau und Rot mit silbernem schmalen Wellenbalken unterstützter Teilung, Feld 1 und 4 mit drei (2;1) goldenen Lilien und sonst mit drei (2;1) goldenen Löwen.

## Städte
Die bevölkerungsreichsten Gemeinden des Départements Somme sind:
| Stadt      | Einwohner (2022) | Arrondissement |
| ---------- | ---------------- | -------------- |
| Amiens     | 134.780          | Amiens         |
| Abbeville  | 22.406           | Abbeville      |
| Albert     | 9.658            | Péronne        |
| Péronne    | 7.139            | Péronne        |
| Corbie     | 6.080            | Amiens         |
| Doullens   | 5.814            | Amiens         |
| Montdidier | 5.978            | Montdidier     |
| Roye       | 5.748            | Montdidier     |
| Longueau   | 5.726            | Amiens         |

## Verwaltungsgliederung

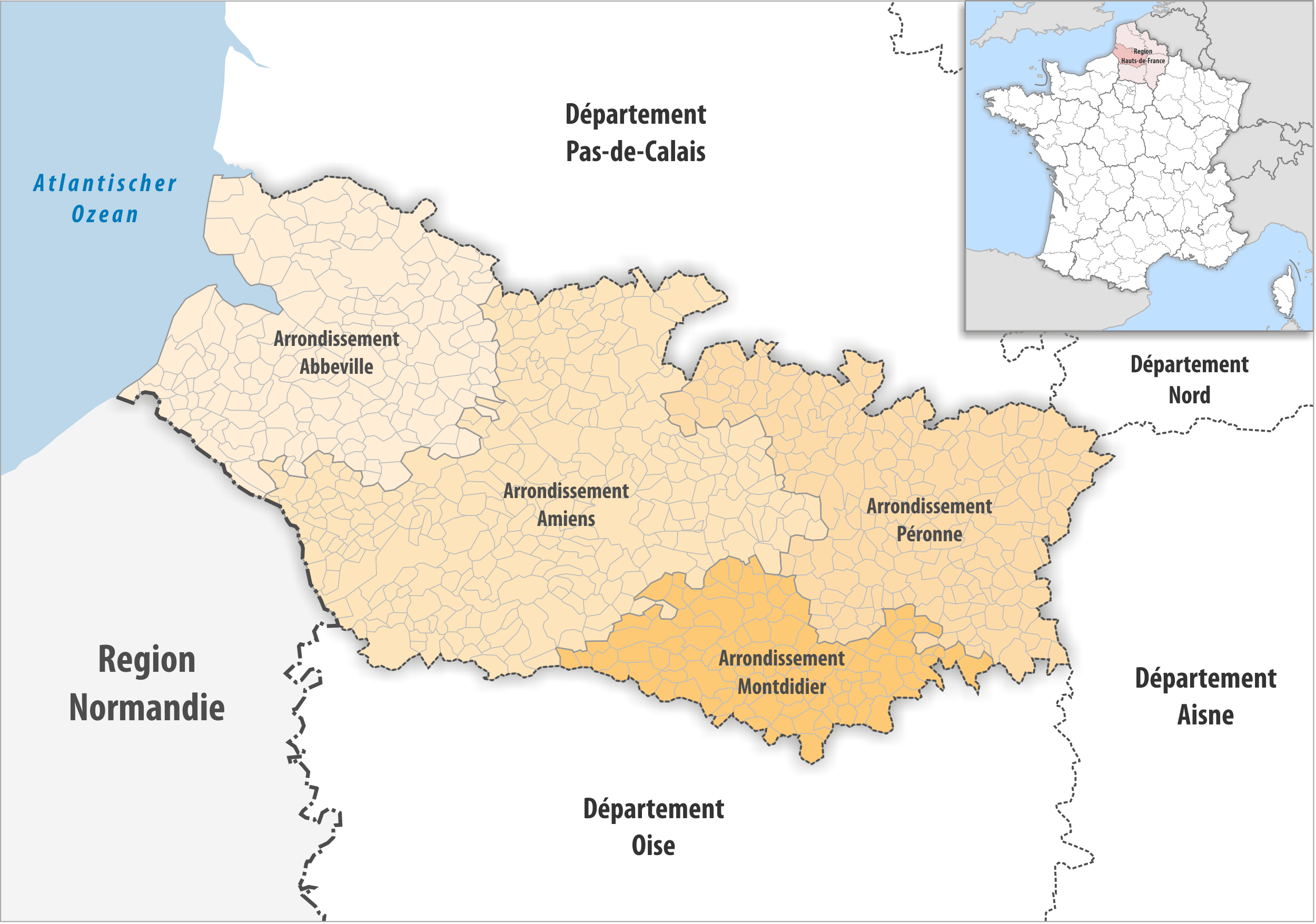
Gemeinden und Arrondissemente im Département Somme

Das Département Somme gliedert sich in 4 Arrondissements, 23 Kantone und 771 Gemeinden:
| Arrondissement    | Kantone | Gemeinden | Einwohner 1. Januar 2022 | Fläche km² | Dichte Einw./km² | Code INSEE |
| ----------------- | ------- | --------- | ------------------------ | ---------- | ---------------- | ---------- |
| Abbeville         | 6       | 163       | 121.655                  | 1.560,57   | 78               | 801        |
| Amiens            | 13      | 291       | 305.111                  | 2.343,09   | 130              | 802        |
| Montdidier        | 3       | 109       | 46.804                   | 781,85     | 60               | 803        |
| Péronne           | 4       | 208       | 91.970                   | 1.484,61   | 62               | 804        |
| Département Somme | 23      | 771       | 565.540                  | 6.170,12   | 92               | 80         |

Siehe auch:
- Liste der Gemeinden im Département Somme
- Liste der Kantone im Département Somme
- Liste der Gemeindeverbände im Département Somme

## Klima
Messstation: Boulogne, Hafen, 73 Meter Höhe
(Da das Département Somme nicht über eine eigene Messstation verfügt, wurden die Daten des benachbarten Départements Pas-de-Calais angegeben.)
| maritime Klimadaten              | J   | F  | M   | A   | M  | J  | J   | A  | S  | O  | N   | D   |
| -------------------------------- | --- | -- | --- | --- | -- | -- | --- | -- | -- | -- | --- | --- |
| mittlere Höchsttemperatur        | 6   | 6  | 9   | 11  | 15 | 17 | 19  | 19 | 18 | 15 | 10  | 7   |
| mittlere Tiefsttemperatur        | 2   | 2  | 3   | 5   | 9  | 11 | 13  | 14 | 12 | 10 | 6   | 3   |
| Anzahl sehr sonnige Tage         | 1,5 | 2  | 2,5 | 2,5 | 2  | 2  | 2,5 | 3  | 2  | 3  | 1,5 | 1,5 |
| Anzahl Tage mit bedecktem Himmel | 19  | 17 | 15  | 13  | 13 | 11 | 12  | 11 | 12 | 15 | 18  | 19  |
| Anzahl Regentage                 | 11  | 9  | 9   | 8   | 8  | 7  | 7   | 9  | 10 | 10 | 13  | 12  |
| Regenmenge in mm                 | 55  | 46 | 40  | 38  | 42 | 47 | 45  | 54 | 66 | 66 | 83  | 64  |
| Wassertemperatur in Küstennähe   | 8   | 6  | 7   | 8   | 10 | 13 | 15  | 17 | 17 | 15 | 12  | 9   |

| (Stand 1991)                  | Tage pro Jahr |
| ----------------------------- | ------------- |
| Regenfälle über 1 mm          | 115           |
| Frost 22. November – 23. März | 32            |
| Schnee                        | 13            |
| Gewitter                      | 10            |
| Hagel                         | 4             |